# Leiophron uniformis
Leiophron uniformis är en stekelart som först beskrevs av Charles Joseph Gahan 1913.  Leiophron uniformis ingår i släktet Leiophron och familjen bracksteklar. Inga underarter finns listade i Catalogue of Life.